# (20823) Liutingchun
(20823) Liutingchun est un astéroïde de la ceinture principale d'astéroïdes.

## Description
(20823) Liutingchun est un astéroïde de la ceinture principale d'astéroïdes. Il fut découvert le 24 octobre 2000 à Socorro (Nouveau-Mexique) par le projet LINEAR. Il présente une orbite caractérisée par un demi-grand axe de 3,11 UA, une excentricité de 0,17 et une inclinaison de 5,7° par rapport à l'écliptique.

## Compléments